# Ранок понеділка (фільм, 2002)
«Ранок понеділка» (італ. Lunedì mattina, рум. Luni dimineata, фр. Lundi matin) — фільм відомого грузинсько-французького кінорежисера Отара Іоселіані.

## Сюжет
Провінційному провансальському батьку сімейства, Венсану, художникові в душі, смертельно набридло щодня одне і те саме. Для нього кожен ранок понеділка починається з одного і того монотонного ритуалу. Потім однотонна робота на хімічному заводі.
Ні дітям, ні дружині він давно не потрібний, друзів немає, сусіди — заздрісники. І одного дня Венсан вирішує поглянути світ і вирушає до Венеції. Можливо, там він знайде саме те, чого йому не вистачало…

## Актори
- Жак Біду (фр. Jacques Bidou) — Венсан
- Анна Кравц-Тарнавскі (фр. Anne Kravz-Tarnavsky) — Дружина Венсана
- Нарда Бланшет (фр. Narda Blanchet) — Мати Венсана
- Радслав Кінскі (фр. Radslav Kinski) — Батько Венсана
- Дато Тарієлашвілі (фр. Dato Tarielachvili) — Ніколя, старша дочка Венсана
- Адрієн Пашо (фр. Adrien Pachod) — Гастон, молодший син Венсана
- Паскаль Шаналь (фр. Pascal Chanal) — Мішель, сусід
- Міріам Лейдуні-Деніс (фр. Myriam Laidouni-Denis) — Дружина Мішеля
- Лора-Кей Монне (фр. Laura-Kay Monnet) — Дочка Мішеля
- Ніколя Понтхус (фр. Nicolas Ponthus) — Син Мішеля
- П'єр Трікауд (фр. Pierre Tricaud) — Батько Мішеля
- Арман Шаго (фр. Armand Chagot) — Брат Мішеля

## Нагороди

### Царскосельська художня премія
- Лауреат 2001 року.

### Берлінський міжнародний кінофестиваль(2002рік)
- Приз ФІПРЕССІ за вміле зображення повсякденного життя.
- Нагорода у номінації «Срібний ведмідь» за найкращу режисуру.
- Кандидат у номінації «Золотий ведмідь».